# 台湾藤漆
台湾藤漆（学名：Rhus ambigua）为漆树科漆树属下的一个种。

## 扩展阅读
- 維基物種上的相關：台湾藤漆